# Jürgen Elsässer

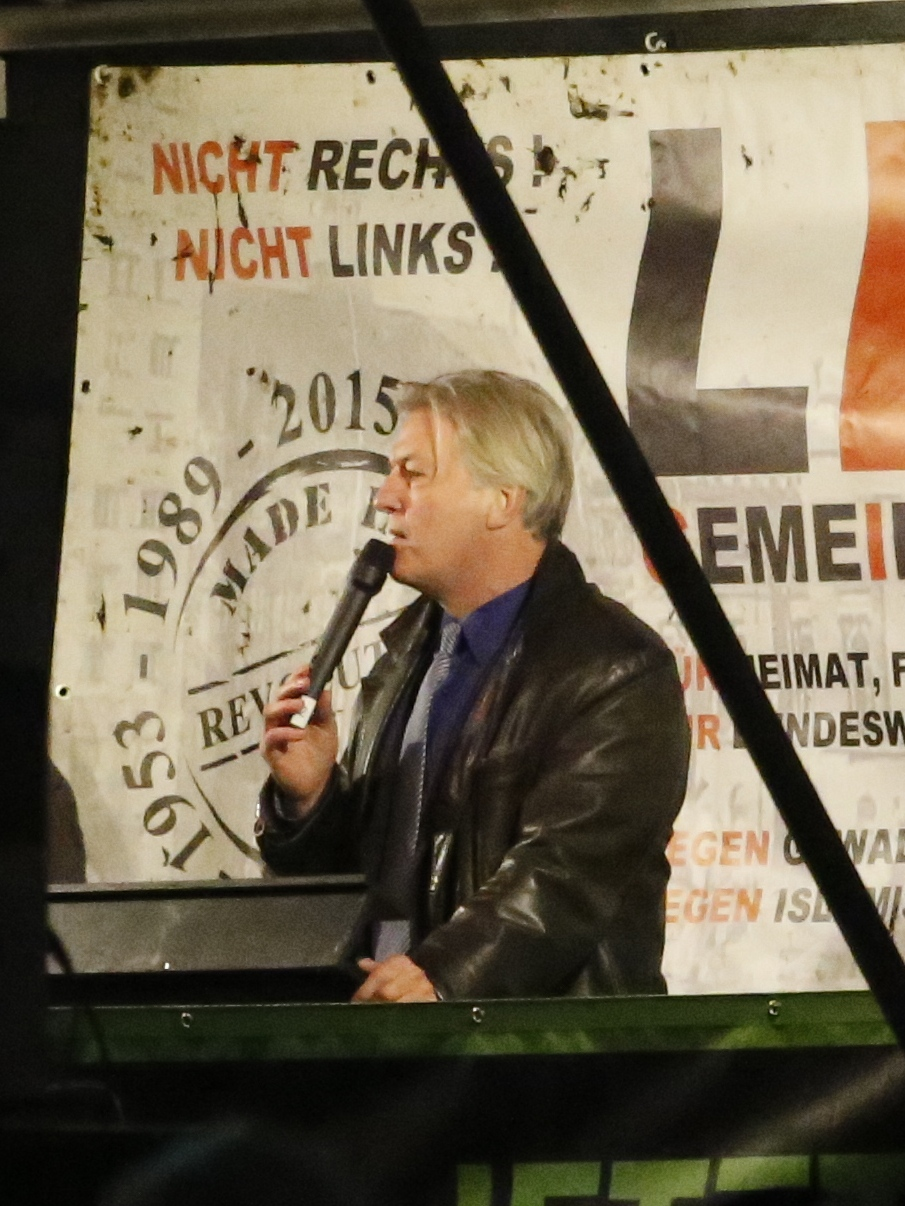
Elsässer als Redner bei LEGIDA, Oktober 2015

Jürgen Rainer Elsässer (eigentlich: Jürgen Rainer Elsäßer; * 20. Januar 1957 in Pforzheim) ist ein deutscher Journalist, Publizist und Aktivist. Er ist Gründer und Chefredakteur des rechtsextremen Monatsmagazins Compact, Mitgründer des rechtsextremen Kampagnennetzwerks Ein Prozent und ist im Spektrum als Kooperationspartner von Götz Kubitschek (Institut für Staatspolitik, Verlag Antaios), Hans-Thomas Tillschneider (AfD) sowie des russischen Instituts für Demokratie und Zusammenarbeit aktiv. Von etwa 1975 bis 2008 war er Autor, Redakteur und Mitherausgeber verschiedener linksgerichteter Printmedien wie Arbeiterkampf, Bahamas, Jungle World, junge Welt, konkret und Neues Deutschland. Von 1990 bis 2002 vertrat er antideutsche, ab 2003 antiimperialistische Positionen innerhalb der deutschen radikalen Linken. Seit der globalen Finanzkrise von 2008 wandte er sich immer mehr dem Rechtspopulismus und dann dem Rechtsextremismus zu. 2009 gründete er die „Volksinitiative gegen das Finanzkapital“, die für Neue Rechte offenstand. Seit Ende 2010 ist er Chefredakteur des Magazins Compact, dessen Verbot durch das Bundesinnenministerium 2025 durch das Bundesverwaltungsgericht aufgehoben wurde.
2014 und 2015 trat er bei den Mahnwachen für den Frieden, beim Dresdner Demonstrationsbündnis Pegida und seinem Leipziger Ableger Legida auf. Ab 2016 positionierte er Compact als Wahlkampforgan für die Partei Alternative für Deutschland (AfD).
Er vertritt antiamerikanische, homophobe, rassistische, nationalistische, verschwörungsideologische und islamfeindliche Positionen, die er im Rahmen einer Querfront möglichst weit verbreiten will. Einige seiner Aussagen werden als antisemitisch eingestuft.

## Kindheit und Ausbildung
Jürgen Elsässer wurde in Pforzheim in „einfache Verhältnisse“ geboren. Der Sohn einer Büroangestellten und eines Uhrmachers begann 1976 nach dem Abitur ein Lehramtsstudium in Freiburg (Geschichte und Deutsch). Nach Abschluss des Studiums war er vierzehn Jahre als Lehrer in Stuttgart tätig, zunächst an einer Grundschule, danach an einer Berufsschule.

## Politische Entwicklung

### Linker Aktivist und Journalist
Elsässer wurde während seines Studiums Mitglied des Kommunistischen Bundes (KB) in Stuttgart und schrieb für dessen Zeitung Arbeiterkampf. 1989 wurde er in das Leitende Gremium des Kommunistischen Bundes gewählt.
Anfang der 1990er Jahre bekämpfte Elsässer nationalistische Tendenzen in der Linken, kritisierte die Deutsche Wiedervereinigung als „Anschluss“ der DDR und warnte vor deren politischen Folgen (Abbau des Sozialstaats in Deutschland, Großmachtstreben Deutschlands in Europa, Geschichtsrevisionismus in Bezug auf die NS-Zeit). Mit seinem 1990 erschienenen Artikel „Warum die Linke antideutsch sein muß“ begründete er diese Strömung in der radikalen Linken mit. In den 1990er Jahren gab er die Zeitschrift Bahamas der Gruppe K mit heraus. In einem konkret-Artikel meinte er 1995, gegen die „Tiraden“ des Historikers Ernst Nolte (gemeint waren dessen Aussagen seit dem Historikerstreit von 1986/87) helfe kein Argumentieren, nur „eine aufs Maul“; gegen Antisemitismus hülfen keine Aufsätze, nur „Baseballschläger“. Noltes Aussagen hätten das Programm der rechtsextremen DVU vorbereitet. Dieser Gewaltaufruf wurde damals öffentlich kaum beachtet.
Elsässers Buch Antisemitismus – das alte Gesicht des neuen Deutschland (1992; 2003) und sein Aufsatz Ehrbarer Antisemitismus? (1994) wurden zustimmend rezipiert. Darin hatte er auf das auch in gemäßigten deutschen Parteien fortbestehende Stereotyp des Weltjudentums, auf „zahlreiche Versatzstücke des Antisemitismus in linker Propaganda“ und auf die „Selektion anhand völkischer Richtlinien“ hingewiesen, die die Revolutionären Zellen 1991 an der Flugzeugentführung nach Entebbe von 1976 kritisierten.
Von 1994 bis 1997 war Elsässer Redakteur der Zeitung junge Welt, von 1. April bis 19. Oktober 1994 zusammen mit Kathrin Gerlof und Günter Kolodziej auch deren Chefredakteur. Nach einem Konflikt mit der Geschäftsführung der jungen Welt um deren angestrebte orthodox-kommunistische Ausrichtung gründete er 1997 die Jungle World mit und gab sie bis 2000 mit heraus. Wie andere Linke lehnte er den NATO-Krieg gegen Jugoslawien 1999 ab und wies dessen offizielle Begründungen 2000 als Propagandalügen zurück. Später verabschiedete sich Elsässer jedoch von „antideutschen“ Positionen und schrieb wieder für die Junge Welt. Dort vertrat er laut den Extremismusforschern Eckhard Jesse und Uwe Backes beispielhaft die an Lenins Imperialismustheorie orientierte Linie, die den Staat Israel ablehnt und mit radikalen palästinensischen Organisationen sympathisiert.
In seinem Braunbuch DVU (1998) stufte Elsässer die rechtsextreme Partei Deutsche Volksunion als „nationalrevolutionär“ ein und erklärte, Linke hätten Probleme, „das Sozialistische im Faschismus“ zu erkennen, auch in der NSDAP. Verschiedene Autoren wiesen diese Einschätzungen zurück.
Von April 1999 bis Dezember 2002 war Elsässer Redakteur des Politikteils der Monatszeitschrift konkret. Dort kam es 2002 zu monatelangen heftigen internen Konflikten um die Haltung zum bevorstehenden Irakkrieg. Eine Gruppe um den Herausgeber Hermann L. Gremliza meinte, mögliche Angriffe des irakischen Diktators Saddam Hussein auf Israel verpflichteten die deutsche Linke, dem Sturz dieses Regimes mit deutscher Beteiligung zuzustimmen. Elsässer dagegen sah darin eine Abkehr vom Motto „Nie wieder Krieg“, das seit 1945 den pazifistischen „Minimalkonsens“ der westdeutschen Linken gebildet habe, mit Hilfe von aufgebauschten „Kriegslügen von links“. Nachdem er diesen Vorwurf in der jungen Welt gegen konkret erhoben hatte, entließ Gremliza ihn.
Von 2003 bis 2006 schrieb Elsässer für das Onlinemagazin Telepolis. Von April 2008 bis 15. Januar 2009 arbeitete er für die Tageszeitung Neues Deutschland und schrieb erneut Artikel für die Junge Welt und die Wochenzeitung der Freitag.

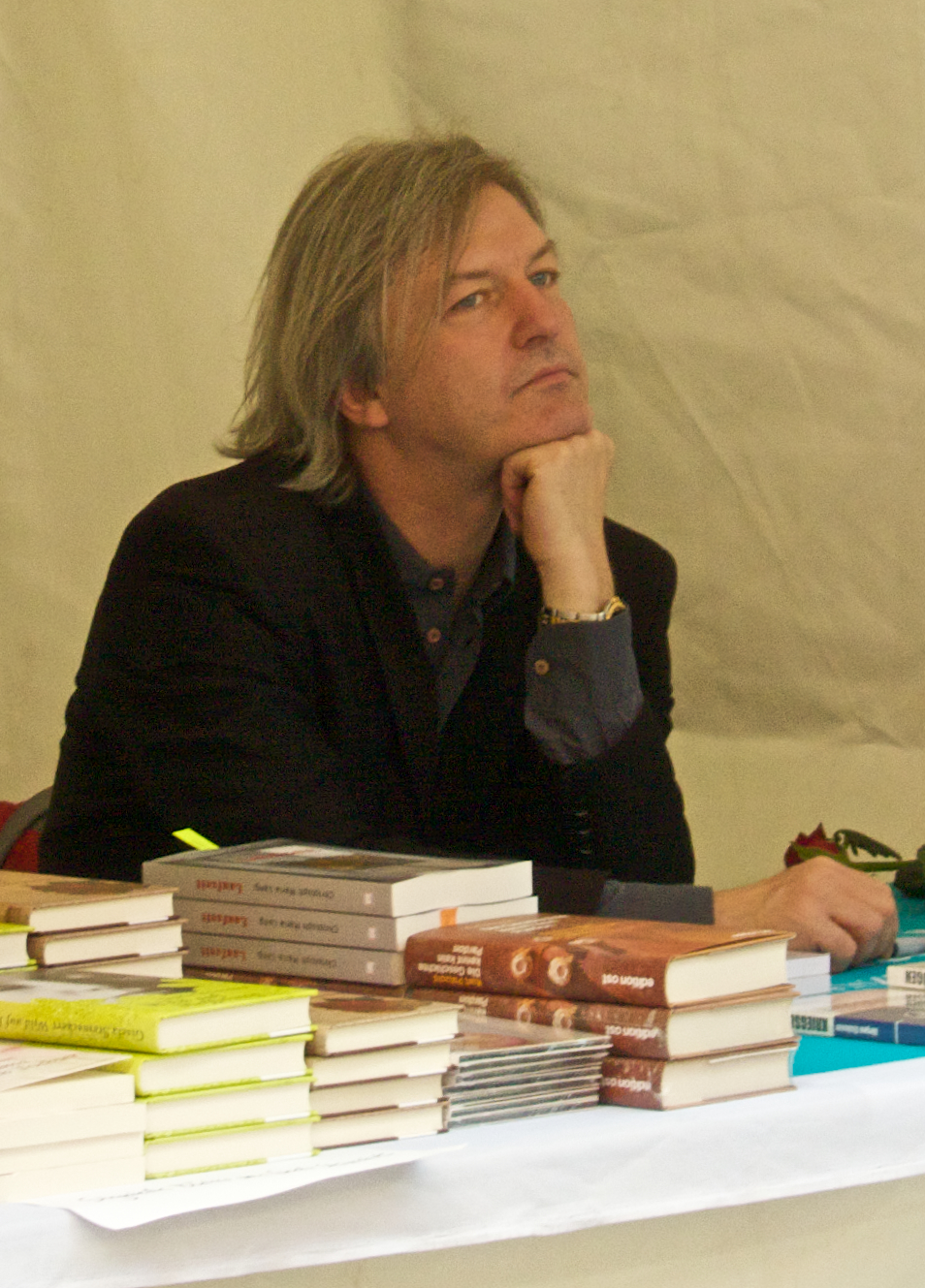
Jürgen Elsässer beim Pressefest der Zeitung Neues Deutschland (Ende 2008)

### Hinwendung zur politischen Rechten, ab 2000
Ab 2000 ergriff Elsässer zunehmend Partei für den Panserbismus und für verurteilte serbische Kriegsverbrecher. Er rechtfertigte die ethnische Politik von Slobodan Milošević und begrüßte 2006 das Bündnis der slowakischen Sozialdemokraten mit der als rechtsextrem eingestuften Slowakischen Nationalpartei als „Querfrontbündnis“ gegen die USA, das die Positionen deutscher Antifaschisten in Frage stelle.
Im März 2006 widersprach Elsässer Antisemitismusvorwürfen gegen den Film Tal der Wölfe – Irak und forderte, die Friedensbewegung solle den Film als Argument gegen die Irakpolitik der USA nutzen. Laut dem österreichischen Journalisten Karl Pfeifer wandte sich Elsässer damit einer „Volksgemeinschaft“ zu, „in der Rechte und Linke sich gegen den gemeinsamen Feind mit Islamisten und türkischen Chauvinisten verbünden wollen.“
Im Sommer 2006 gab Elsässer der rechtsextremen französischen Zeitung Le Choc du Mois ein Interview, das dort neben Interviews mit den Rechtsextremisten Jean-Marie Le Pen und Bruno Mégret (Front National) erschien. Darin behauptete er im Anschluss an den französischen Neurechten Alexandre del Valle ein heimliches Bündnis der USA mit Islamisten und vertrat weitere Verschwörungstheorien: Die tatsächlichen Herrscher in den USA seien die Neokonservativen Dick Cheney, Donald Rumsfeld und Paul Wolfowitz. Sie wollten weltweites Chaos herbeiführen, um die Waffen und das Erdöl der USA leichter und teurer zu verkaufen, und hätten vermutlich am 11. September 2001 auch ein Attentat auf US-Präsident George W. Bush versucht. Später veröffentlichte Elsässer das Interview als Buch (Wie der Dschihad nach Europa kam) im Schweizer Verlag „Xenia Editions“. Elsässer beriet damals die PDS für den Untersuchungsausschuss zum Journalisten-Skandal.
Im November 2006 schrieb Elsässer, mit Staatsgeldern werde „Multikulti, Gendermainstreaming und die schwule Subkultur gefördert, während die Proleten auf Hartz IV gesetzt werden und sich oft auch keine Kita, kein Schwimmbad und keine warme Wohnung mehr leisten können“. Das wurde als Plädoyer für eine Querfrontpolitik der Linksfraktion aufgefasst. In seinem Buch Links oder lahm? (2006) plädierte Elsässer für Plebiszite als Weg zum Sozialismus, den die Bolivarische Revolution in Venezuela vorgemacht habe. In seiner Publikation Angriff der Heuschrecken zur „Heuschreckendebatte“ plädierte er dafür, „Modernisierungsverlierer“ für eine Verteidigung des Nationalstaats gegen die „globalistischen Attacken der USA“ zu mobilisieren.
Im Oktober 2007 plädierte Elsässer in einem Vortrag vor der nationalkonservativen Preußischen Gesellschaft in Berlin-Brandenburg für ein Querfrontbündnis „von links bis zur demokratischen Rechten“ oder „von Lafontaine bis Gauweiler“. Er folgte damit dem Rechtsextremisten Horst Mahler, der Oskar Lafontaines Eintreten für die Tobin-Steuer 1999 begrüßt hatte: Erstmals seit Adolf Hitler habe ein deutscher Politiker „einen Unterschied gemacht zwischen dem schaffenden Kapital und dem raffenden Kapital“. Elsässer und Lafontaine traten bis 2007 öfter gemeinsam auf. 2009 erschien Elsässers Vortrag als Buch (Nationalstaat und Globalisierung). Darin beschrieb er die Finanzkrise ab 2007 im ausdrücklichen Anschluss an Sahra Wagenknecht als „Herrschaft des Finanzkapitals“ und den Nationalstaat als einzigen noch wirksamen Schutz des „werktätigen Volkes“ dagegen. Das Schlusskapitel betitelte er „Alle Macht dem Volke“. Ohne die Notwendigkeit einer Querfront mit Rechten näher zu begründen, verlangte er hier bereits jene „Volksinitiative“, die er dann gründete.
Am 10. Januar 2009 rief Elsässer in Berlin zum Aufbau einer „Volksinitiative gegen das Finanzkapital“ auf. Ein breites Bündnis „von Lafontaine bis Gauweiler“ solle den „bewussten Angriff des angloamerikanischen Finanzkapitals“ in der gegenwärtigen Wirtschaftskrise abwehren. Dabei spiele der Nationalstaat „eine entscheidende Rolle“. Die „Volksfront“ müsse „die entschädigungslose Nationalisierung des Finanzsektors“ durchsetzen. Dazu kündigte Elsässer einen Kongress an, der auf keinen Fall marxistisch sein werde. Er schloss eine Zusammenarbeit mit der NPD aus. Der NPD-Vizevorsitzende Holger Apfel hatte Elsässers Vorstoß jedoch am Vortag begrüßt: Elsässer wolle „auf nationaler Grundlage den Dualismus von rechts und links durch die Schaffung einer antiglobalistischen und antiimperialistischen Gerechtigkeitsbewegung überwinden“. Die NPD und die neurechte Zeitschrift Junge Freiheit warben für Elsässers Aufruf. Bei der Bekanntgabe der Volksinitiative waren auch Neonazis anwesend. Schon 2007 hatte das NPD-Vorstandsmitglied Jürgen Gansel Elsässers „Absage an Randgruppenkult, US-Hörigkeit und Israeltümelei“ gelobt.
Die Linksfraktion dagegen distanzierte sich von Elsässers Initiative; Norman Paech sagte eine Diskussion mit ihm ab. Weil Elsässer „an rechte Parolen angedockt“ habe und wegen der von ihm gegründeten „Volksinitiative“, der sich auch das „national“ bzw. „alt-europäisch-orientierte Kapital“ anschließen solle, kündigte das Neue Deutschland ihm am 15. Januar 2009 den Autorenvertrag. Beim Bremer Landesverband der Linkspartei durfte er seine Initiative am 19. Januar 2009 jedoch vorstellen. Andere Linke kritisierten seinen Aufruf als endgültige Hinwendung zu einer nationalistischen Querfront in der Tradition des Nationalsozialisten Otto Strasser und des Rechtskonservativen Kurt von Schleicher (Reichskanzler vor Hitler).
Im Juni 2009 bezeichnete Elsässer die Wiederwahl des Staatspräsidenten Mahmud Ahmadineschad bei der Präsidentschaftswahl im Iran 2009 als „schöne Schlappe für den Imperialismus“ der USA. Zu dessen Handlangern zählte er die inneriranische Opposition (laut Elsässer „Discomiezen, Teheraner Drogenjunkies und die Strichjungen des Finanzkapitals“) und begrüßte deren Unterdrückung. 2012 nahm Elsässer an einer Reise zu einer Privataudienz bei Ahmadineschad in den Iran teil, die Yavuz Özoguz (Betreiber des islamistischen Online-Portals Muslim-Markt) organisiert hatte, und interviewte den iranischen Präsidenten. Der Besuch wurde als Legitimierung des iranischen Regimes scharf kritisiert, da Ahmadineschad Holocaustleugnung vertrat und das Existenzrecht Israels bestritt. Elsässer entgegnete daraufhin, dass man zwar „scharf dagegenhalten“ müsse, wenn jemand den „Holocaust rechtfertigt oder verharmlost“. „Etwas anderes“ sei es jedoch, „ob man einen Ausländer in seinem Land – das Interview fand in Teheran statt – deutschen Gesetzen unterwirft“. Den verurteilten Kriegsverbrecher Ratko Mladić feierte Elsässer als „Kämpfer gegen die Islamisierung Europas“.
Seine Nähe zur politischen Rechten beschrieb Elsässer im Januar 2018 folgendermaßen: „Alle zusammen in großer Einheit: Pegida, IB, AfD, Ein Prozent, Compact! Fünf Finger, alle kann man einzeln brechen, aber alle zusammen sind eine Faust!“ In seiner 2022 erschienenen Autobiographie beschrieb Elsässer als Schlüsselerlebnis für seinen politischen Wandel nach scharf rechts, dass er bei Besuchen orthodoxer Klöster auf dem Balkan festgestellt habe, dass „Frömmigkeit ein besseres Unterpfand gegen den Mahlstrom des Globalismus ist als Marxismus“.
Nach dem Anschlag auf eine Synagoge in Halle 2019 distanzierte sich Elsässer von dem Täter, der „sich in einer antisemitischen Wahnwelt“ bewegt habe, die „auf Ideologie-Elementen des Nationalsozialismus“ gründe. Die „aktuelle Rechte“ (laut Elsässer AfD, Pegida und die Identitäre Bewegung) habe „einen klaren Trennungsstrich zum Nazismus gezogen“. Christen seien mit den Juden „in dieser geschichtlichen Epoche in einer Schicksalsgemeinschaft verbunden“. „Gemeinsamer Feind“ sei der „Islamofaschismus“. Das schreibe, so kommentierte der Jurist Ronen Steinke, der Chef des Compact-Magazins, das „selten eine Gelegenheit“ auslasse, „antisemitische Stereotype aufzurufen“.
In einem Videochat mit dem rechten Journalisten Oliver Janich auf dem YouTube-Kanal von Samuel Eckert, einem Unternehmer und Aktivisten von Querdenken 711, begrüßte Elsässer 2020, dass sich im Rahmen der Querdenken-Demonstrationen eine Art „Reichspopbewegung“ herausbilde mit der Reichsflagge als Symbol für ein neues Lebensgefühl, und zeigte sich erfreut über das – wie er sich ausdrückte – „Happening auf der Treppe des Reichstags“. In der „Abwehr der Corona-Diktatur“ gehe es, so Elsässer, „um die unideologische Zusammenfassung aller Kräfte des Volkes jenseits des Links-Rechts-Schemas“. Dies sei „eine globale Front, die jedoch – hier bleibt der patriotische Ansatz wichtig – nur in Kämpfen auf nationalstaatlicher Ebene gewonnen werden“ könne. Im November 2020 sagte Elsässer am Rand einer Querdenkerkundgebung, man erkenne „die Journalisten des Mainstreams daran, dass sie Masken aufhaben. Das sind wirkliche Untertanen.“
Im Zuge der Präsidentschaftswahl in den Vereinigten Staaten 2020 und der sich abzeichnenden Niederlage Donald Trumps behauptete Elsässer auf Compact TV, es gebe „vier Szenarien. Drei gehen davon aus, dass es Bürgerkrieg gibt, eines sogar, dass sich die demokratischen Staaten vom Gesamtstaat abspalten könnten.“
2021 erklärte Elsässer in einem Interview, Verschwörungsmythen wie QAnon (die Behauptung, eine satanistische Elite halte Kinder gefangen und missbrauche sie) seien „Erzählungen, Märchen und Allegorien“, sie seien jedoch nützlich, um politische und gesellschaftliche Veränderungen zu erreichen. Elsässer bezeichnete sie als „die Hefe, aus der ein politischer Widerstand im rationalen Sinn erst entstehen muss“. QAnon sei „nicht die Wahrheit“, aber diese Allegorien deuteten, so Elsässer, auf die Wahrheit hin. Derartige „mythische Übertreibungen“ seien notwendig für eine „Weiterentwicklung der Gesellschaft“. Des Weiteren hielt Elsässer die Behauptung, die Impfung gegen COVID-19 sei eine Biowaffe zur Reduzierung der Bevölkerung, für unbelegt; man solle, so Elsässer, „solche Angstszenarien erst verbreiten, wenn man sehr gute Belege habe“. In der Juli-Ausgabe 2021 seines Magazins Compact wurde jedoch spekuliert, das Coronavirus selbst könne eine „Biowaffe für den Great Reset“ sein, ohne irgendwelche Belege dafür zu liefern.
2022 entschied das Landgericht Düsseldorf, dass Elsässers Autobiografie Ich bin Deutscher: Wie ein Linker zum Patrioten wurde zurückgezogen werden muss. Beanstandet wurde dabei, dass der Schriftzug des Kleinverlags dtw-Buch, bei dem die Biografie erschienen ist, dem Logo des Buchverlags dtv zum Verwechseln ähnlich sehe, dessen Markenrechte dadurch verletzt würden. Laut Compact Online musste auch die Interview-CD zum Buch geschreddert werden.
Einen Tag nach dem Terrorangriff der Hamas auf Israel Anfang Oktober 2023 erklärte Elsässer, seine „Hypothese“ sei, dass „[b]estimmte Kreise in Israel [...] den Terroristen den Weg“ geöffnet hätten, „weil der neue Nahostkrieg in ihrem Interesse“ liege.

### Chefredakteur von „Compact“, 2010
Im Dezember 2010 wurde Elsässer Chefredakteur des Monatsmagazins Compact und Mitherausgeber neben Andreas Abu Bakr Rieger und dem Verleger Kai Homilius. Elsässer gab an, er wolle mit dem Blatt Debatten zwischen Linken und Rechten jenseits der „Political Correctness“ anstoßen. Er gewann jedoch überwiegend neurechte und rechtskonservative Autoren, die auch in der Jungen Freiheit schreiben. Ab der zweiten Ausgabe machte er Anti-Amerikanismus und Anti-Imperialismus zur Hauptlinie des Blattes. Rieger verließ die Redaktion im November 2014 wegen „rassistischer und nationalistischer Positionen“, etwa zu Pegida und zur Russlandkrise. 2018 äußerte Elsässer, „Aufgabe der oppositionellen Medien“ sei es, „zum Sturz des Regimes beizutragen“. Compact wird als „Querfront-Magazin“ oder „rechtspopulistisches Magazin mit Hang zu Verschwörungstheorien“ oder „Zentralorgan für Verschwörungstheorien“ und „momentane Speerspitze perfider Agitation gegen die Flüchtlingspolitik der Bundesregierung“ eingeordnet. Das Bundesamt für Verfassungsschutz (BfV) stufte das Magazin im März 2020 als „Verdachtsfall“ ein. Seit Dezember 2021 stuft das BfV es als „gesichert extremistische Bestrebung“ ein. Die Positionen und Aussagen des Blattes seien „eindeutig als völkisch-nationalistisch sowie minderheitenfeindlich zu bewerten“, enthielten „wiederholt antisemitische Verschwörungsmythen und islamfeindliche Motive“ und eine „Verächtlichmachung und Verunglimpfung der politischen Parteien, Politiker und Repräsentanten der Bundesrepublik“. 2024 wurde Compact durch das Bundesinnenministerium verboten, die Entscheidung jedoch 2025 durch das Bundesverwaltungsgericht aufgehoben.

### Redner bei Mahnwachen und Legida
Ab 21. April 2014 trat Elsässer einige Male als Redner bei den von Lars Mährholz veranlassten „Friedensmahnwachen“ auf und lobte deren Teilnehmer, darunter NPD-Vertreter, als „die wahren Antifaschisten“, die aktuell gegen einen neuen Weltkrieg kämpften. „Nicht links, nicht rechts, sondern vorwärts“, sei seine Parole. Der gemeinsame Gegner des „Volkes“ sei die „internationale Finanzoligarchie“, als deren Vertreter er „die Herren Rockefeller, Rothschild, Soros, Chodorkowski“ namentlich hervorhob. Diese benutzten die Federal Reserve Bank, „um die ganze Welt ins Chaos zu stürzen“. Das Hervorheben einzelner jüdischer Bankiers als angebliche Lenker des globalen Finanzsystems und Drahtzieher internationaler Krisen wurde als traditionelles antisemitisches Klischee kritisiert. Die Publizistin Jutta Ditfurth bezeichnete Elsässer mit Bezug auf ähnliche Aussagen bei den Mahnwachen als „glühenden Antisemiten“. Elsässer klagte im Mai 2014 gegen diese Bezeichnung und erhielt im sog. Elsässer-Ditfurth-Prozess in zwei Gerichtsinstanzen Recht (Juli und Dezember 2014). Er verkündete das als „Finalsieg über Ditfurth“. Deutsche und israelische Journalisten kritisierten die Urteilsbegründung der ersten Instanz als Verengung des Antisemitismusbegriffs auf die Nazizeit.
Elsässers Auftritte verursachten erhebliche Konflikte bei den Mahnwachen, die der neue Hauptredner Pedram Shahyar, ein früherer Attac-Aktivist, ab Mai 2014 auszugleichen versuchte. Daraufhin setzte sich der Erfurter Rechtsextremist Mario Rönsch, wahrscheinlicher Betreiber der rassistischen Hetzseite „Anonymous.Kollektiv“ (die Seite hat mit dem Aktivisten-Kollektiv Anonymous nur den Namen gemein), für Elsässer als Gastredner bei der Mahnwache in Erfurt ein. Nachdem die Organisatoren der Erfurter Mahnwachen (auch „Montagsdemonstration Erfurt“) eine Teilnahme Elsässers und Rönschs geschlossen ablehnten, gründete Mario Rönsch eine gleichnamige Kopie der Erfurter Mahnwache, denunzierte die ursprüngliche Mahnwache als vom Verfassungsschutz gesteuerte Bewegung und lud am 26. Mai 2014 Jürgen Elsässer auf seiner eigenen Veranstaltung demonstrativ als Hauptredner ein. Die enge Verbindung zwischen Rönsch und Elsässer zeigte sich währenddessen in den Beiträgen der rechtsextremen „Anonymous.Kollektiv“-Seite, die vermehrt Beiträge von Compact teilte. Shahyar kritisierte in einem öffentlichen Aufruf, Elsässer trete „immer wieder mit schlimmen Ausfällen gegen konkrete Personen und Personengruppen in Erscheinung“, und appellierte an die Mahnwachen, einen „humanistischen Grundkonsens“ zu schützen. Als auch in Berlin die Unterwanderungsversuche der Mahnwachen durch rechtsextreme Kräfte endgültig gescheitert waren, weil sich die Hauptorganisation aus Berlin mit Rönsch überworfen hatte, gründete sich wie zuvor in Erfurt eine Kopie der Mahnwache: im Juli 2014 bildete sich eine zweite Berliner Mahnwache am Alexanderplatz, die Elsässer wieder reden ließ. Dabei sprach er erneut über eine von den „Eliten“ gesteuerte „Neue Weltordnung“, setzte Zionismus mit Faschismus gleich und nannte die israelische Politik Völkermord. Am 3. Oktober 2014 machte Elsässer auf der Berliner Mahnwache Bundeskanzlerin Angela Merkel persönlich für zahlreiche Missstände verantwortlich und rief dazu auf, „den Protest in das Herz der Bestie [zu] tragen. Anders geht’s nicht.“ Nachdem Hooligans gegen Salafisten (HoGeSa) bei einer Kundgebung in Köln Gewalt gegen Polizei geübt hatten, erklärte Elsässer auf seinem Blog, er würde die HoGeSa „zur nächsten Demo für Frieden und Souveränität einladen. Sonntag, 9. November, 13 Uhr, vor dem Bundeskanzleramt. […]“ Elsässer befürwortet die „Pegida“-Bewegung und deren Demonstrationen. Die dort Teilnehmenden beschrieb er als „herzensgute[]“ Menschen und äußerte: „Ich mag diese einfachen Leute, die mehr fühlen als argumentieren. Die vor harter Arbeit gar keine Zeit haben zu denken, die aber jede Bedrohung sofort instinktiv spüren.“ Ende Dezember 2014 schrieb er auf seinem Blog von einer „Hetze gegen Pegida“ und bezeichnete den Zentralrat der Juden in Deutschland als „dieses Sprachrohr zionistischer Politik“. Am 21. Januar 2015 trat er als Redner auf einer „Legida“-Demonstration in Leipzig auf, von der sich die Pegida-Leitung kurz zuvor distanziert hatte. Im März 2015 verlangten einige Vertreter der Friedensbewegung, Elsässer von den Mahnwachen auszuschließen.
Im September 2016 berichtete Elsässer auf einer Compact-Veranstaltung, dass in der Anfangszeit der Pegida-Bewegung erwogen worden sei, die Proteste „Pegada“, für „Patriotische Europäer gegen die Amerikanisierung des Abendlandes“, zu nennen. Die Entscheidung sei dann jedoch für den Begriff „Islamisierung“ gefallen, da man davon ausgegangen sei, das Volk damit besser mobilisieren zu können. Elsässer sagte, über die Gefahr des Amerikanismus mache er sich keinerlei Illusionen. Für eine direkte Kampagne sei diese jedoch zu abstrakt, zumal die deutsche Bevölkerung die amerikanische Kultur im Unterschied zur islamischen bereits verinnerlicht habe. Daher müsse man zuerst den konkreten Gegner Islam in Europa schlagen, bevor man gegen die subtiler wirkenden Einflüsse der USA vorgehen könne. Laut Volker Weiß trägt diese Unterscheidung Elsässers zwischen dem „angreifbaren Feind auf dem eigenen Territorium“ und dem „verborgenen, einstweilen unerreichbaren Hauptschuldigen USA […] deutliche Züge“ der Unterscheidung des NS-Juristen und Staatstheoretikers Carl Schmitt zwischen „wirklicher Feindschaft“ (der sichtbare Feind, dessen Beschwörung immense Zugkraft innerhalb der eigenen Anhänger entwickelt) und „absoluter Feindschaft“ (die totale Negation, mit der die „Gegenseite als Ganzes für verbrecherisch und unmenschlich“ erklärt wird).
2016 betonte Elsässer in der Sonder-Ausgabe Nr. 9 von Compact mit dem Titel „Zensur in der BRD“ die Stoßrichtung der von ihm angestrebten Bewegung: „Damals waren es die Dynastien des Adels wie die Windsors, Habsburger und Romanows, heute sind es die Dynastien des Geldes, die Rockefellers und Co. Das Volk blutet, heute wie damals. Aber es kämpft. Wir kennen seine Helden aus den Geschichtsbüchern: Das waren etwa Robin Hood, Klaus Störtebeker, Thomas Müntzer und Wilhelm Tell. Die waren weder links noch rechts, das gab es damals nicht. Sie waren einfach für das Volk: für uns da unten, gegen die da oben.“

### Annäherung an die AfD, seit 2012
Elsässer nähert sich seit 2012 Politikern der späteren AfD an und lud deren Vertreter Frauke Petry und Karl Albrecht Schachtschneider als Hauptreferenten zu den „Souveränitätskonferenzen“ von Compact 2013 ein. Er wurde seinerseits oft zu AfD-Veranstaltungen eingeladen und erklärte sich im April 2014 in Berlin öffentlich zum AfD-Anhänger. Im Oktober 2014 lud ihn die AfD Witten als Referenten zum Thema „Regieren uns die Medien?“ bei einem für März 2015 geplanten „Wissenskongress“ ein.
Zur „4. Souveränitätskonferenz“ im Oktober 2015 lud Elsässer die AfD-Vertreter Alexander Gauland und Björn Höcke ein, die aus Termingründen absagten.
Hauptthema der Konferenz sollte ein von Schachtschneider und dem rechtsextremen Publizisten Götz Kubitschek entwickelter „Plan für den Widerstand gegen die Abschaffung Deutschlands“ sein.
Im August 2017 sprach Elsässer in Magdeburg auf dem sogenannten „Russland-Kongress“ der AfD. Auch beim Politischen Aschermittwoch der AfD im Februar 2018 in Nentmannsdorf gehörte Elsässer neben André Poggenburg, Björn Höcke, Andreas Kalbitz und Jörg Urban zu den Rednern. Im Februar 2019 moderierte Elsässer in Burladingen eine Veranstaltung von als „Ultrarechte“ geltenden AfD-Mitgliedern, die dem innerparteilichen „Stuttgarter Aufruf“ zuzurechnen sind, wie Christina Baum, Stefan Räpple, Jens Ahnemüller, Jessica Bießmann und Doris von Sayn-Wittgenstein, und gegen die zur Zeit des Treffens Partei- bzw. Fraktionsausschlussverfahren liefen.
Im Kursstreit innerhalb der AfD unterstützte Elsässer im Februar 2019 Björn Höcke, indem er schrieb, die „einzigartige Chance AfD“ dürfe „nicht verspielt werden“: „Ihr braucht die ganze Spannbreite, von der wunderbaren Alice Weidel bis zum wunderbaren Kämpfer Björn Höcke.“ In Bezug auf Höckes Dresdner Rede und dessen Forderung nach einer „erinnerungspolitischen Wende um 180 Grad“ sagte Elsässer im Juli 2017, ihm reichten 100 Grad in der Geschichtspolitik. Man wolle „ja nicht alles umdrehen“. Jedoch müsse man, so Elsässer, „manchmal 180 Grad sagen, um 100 zu bekommen“.
Auf einer Kundgebung am 3. Oktober 2023 stellte Elsässer die Frage, ob man „nicht im Osten die DDR neu gründen sollte[]. Aber nicht auf sozialistischer Grundlage, sondern als Deutsches Demokratisches Reich“. Man habe „doch einen Reichskanzler in Gestalt von Björn Höcke [...] einen Reichskommissar für Inneres und Bandenbekämpfung in Gestalt von André Poggenburg [und] einen Reichsjustizminister Martin Kohlmann“. Zudem könne man „mit den Chinesen Beziehungen aufrichten und sich das nötige Kapital besorgen“ und Elon Musk könne „einen Raketenbahnhof in Peenemünde errichten“.
Ende 2023 schrieb Elsässer auf dem rechtsextremen Blog PI-News, es zeige die „Geschichtsmächtigkeit eines Einzelnen“, dass gerade Björn Höckes Thüringer AfD-Landesverband die besten Umfrageergebnisse erhalte. Gerade dessen „vermeintlich extremer Kurs“ habe das Volk überzeugt, „mehr als die Anpasslerei an die Altparteien, die seine Widersacher praktizierten“. Die „Betrogenen und Gedemütigten“, so Elsässer, warteten „auf den einen unbestechlichen Mann, dem sie zutrauen, eine grundsätzliche Wende einzuleiten, und [der] eine Regierung aus dem Volk, durch das Volk und für das Volk bildet“, und Höcke sei „[d]ieser Mann“, der „alle Sehnsüchte der Deutschen bündeln“ könne.

### Haltung zu Russland und zum Ukraine-Konflikt
Der Historiker Andreas Umland nennt Elsässer „Kremlpropagandist“ und attestiert ihm ein konservatives Familienbild, NATO-Gegnerschaft und Antiamerikanismus. So kooperiere er mit dem russischen Auslandsfernsehsender RT, während seine Aktivitäten und Einschätzungen Gegenstand wohlwollender Berichterstattung russischer Staatssender wie Rossija oder der Stimme Russlands seien. Auch regierungsnahe oder staatliche russische Einrichtungen wie die Denkfabrik Institut für Demokratie und Zusammenarbeit und das Berliner Russische Haus unterstützten Elsässers Tätigkeiten, z. B. die Organisation politischer Konferenzen. Elsässer benutze, unter anderem im Zusammenhang mit der Annexion der Krim durch Russland, dieselben apologetischen Argumentations- und Interpretationsmuster wie die russische Regierung und verbreite antiamerikanische Verschwörungstheorien. Sein erklärtes Ziel sei ein Bündnis mit Russland auf Grundlage der Ideologie des Eurasismus; so interviewte Elsässer 2013 den russischen Rechtsextremisten und Führer der internationalen Neoeurasischen Bewegung Alexander Geljewitsch Dugin. Des Weiteren unterstütze Elsässer den eine Verständigung mit Russland befürwortenden Flügel der AfD um Alexander Gauland.
Einer ARD-Reportage zufolge nimmt Elsässer eine wichtige Rolle bei Versuchen ein, Deutschland im Sinne der russischen Regierung zu beeinflussen. Laut dem Medienmagazin Zapp hat Elsässer Kontakte zu dem in Berlin gegründeten Tolstoi-Institut, dessen Aufgabe eine entsprechende Einflussnahme auf die deutsche Öffentlichkeit sei. Laut der Osteuropa-Historikerin Anna Veronika Wendland wird Wladimir Putins Politik in Deutschland überwiegend aus dem rechten Lager oder von den Linken unterstützt. Dies zeige sich beispielhaft an Elsässer, der als eher linker Autor begann und später zusammen mit Rechtsextremisten gegen die USA kämpfte und für Verständnis für Russland warb.
Nach Elsässers Ansicht bekämpft Russland den „Neo-Kommunismus Brüssels“, der eine „EUdSSR“ mit „ökosozialistischer Planwirtschaft, politischer Korrektheit, Zerstörung der traditionellen Werte von Christentum und Familie“ sei.
Nach dem Beginn des russischen Überfalls auf die Ukraine Ende Februar 2022 erklärte Elsässer auf der Compact-Website, der Angreifer sei, „wie schon oft in der Geschichte beobachtet, nicht der Aggressor“. Die Aggression gehe „von der NATO unter Führung der USA aus, die die Ukraine als Offensivplattform gegen Russland nutzen wollen“. Russlands Handeln sei „defensiv“ und diene „dem Schutz der […] Bevölkerung“ der Donbass-Republiken, die unter „Angriffen ukrainischer Kräfte“ leide. Putin betreibe „keine neo-sowjetische, sondern eine neo-zaristische Außenpolitik“. Und mit dem Zarenreich, so Elsässer, sei „Deutschland in der Regel gut ausgekommen“; er erwähnte dabei allerdings nicht, dass das deutsche Kaiser- und das russische Zarenreich im Ersten Weltkrieg gegeneinander Krieg geführt hatten. Weiter schrieb er, dass eine erneute „Spaltung“ der Welt in einen US-geführten und einen prorussischen Block „eine gute Nachricht“ wäre, denn dann käme „der zerstörerische Globalismus […] zum Stillstand“. Deutschland müsse in diesem Krieg „strikte Neutralität wahren“.
Im Juni 2022 kommentierte Elsässer auf dem verschwörungstheoretischen österreichischen Sender AUF1-TV die Invasion mit den Worten, Putin habe dem „globalistischen Imperium“ dessen Grenzen aufgezeigt und er, Elsässer, freue sich, „dass es mal einer gemacht“ habe, sonst hätte es in zehn oder zwanzig Jahren „unsere Völker nicht mehr gegeben und unsere Kinder hätten wirklich 70 Geschlechter“.
Anfang 2023 gründete Elsässer mit dem sachsen-anhaltischen AfD-Landtagsabgeordneten Hans-Thomas Tillschneider in Berlin den Verein Ostwind für „Frieden und Freundschaft mit Russland“. Elsässer erklärte, er sei kein Putin-Versteher, sondern Putin-Unterstützer. Mit jedem Kilometer, den die russischen Truppen vorrückten, komme der Tag der deutschen Freiheit näher.
Am Abend der Bundestagswahl 2025 beschuldigte Elsässer Friedrich Merz, einen „Zweifrontenkrieg“ gegen Russland und die USA unter Donald Trump führen zu wollen, und verglich ihn mit Adolf Hitler. Vielleicht brauche man daher, so Elsässer, „übergangsweise eine Besetzung durch die Friedensmächte USA und Russland“. Die Feindstaatenklausel erlaube diesen beiden Mächten, „in Deutschland politisch und militärisch ohne einen UN-Sicherheitsratsbeschluss zu intervenieren, wenn sie der Überzeugung sind, dass die politischen Verhältnisse instabil werden“.

### Haltung zur Flüchtlingskrise, 2015–16
Angesichts der Flüchtlingskrise in Deutschland ab 2015 rief Elsässer am 13. September 2015 in seinem Blog die Soldaten der Bundeswehr dazu auf, auf eigene Faust die deutschen Grenzen gegen den weiteren Zustrom von seiner Ansicht nach illegalen Migranten zu sichern. Die öffentliche Zusicherung Angela Merkels, Deutschland werde Flüchtlingen aus Bürgerkriegsländern zumindest ein Bleiberecht gewähren, bezeichnete er als „von der Kanzlerin befohlene Selbstzerstörung“, gegen die die Soldaten ihre „Machtmittel“ einsetzen sollten. In der tageszeitung wurde vermutet, Elsässer wolle mit diesem kaum verhohlenen Aufruf zum gewaltsamen Umsturz absichtlich ein Ermittlungsverfahren provozieren, um auf die nächste „Souveränitätskonferenz“ seiner Zeitschrift Compact aufmerksam zu machen. Deutschland sei, so Elsässer, in „tödlicher Gefahr“ durch „Kulturbereicherer mit Hormonstau“.
Im Juli 2016, nachdem der 18-jährige David Sonboly im und am Münchner Olympia-Einkaufszentrum neun Menschen erschossen hatte, schrieb Elsässer von einem „Krieg gegen Deutschland“ und es gehe um „Landesverteidigung“. Polizisten, die über „‚von oben‘ unterdrückte Informationen verfügen“, sollten diese an sein Magazin übermitteln. Die Bundeswehr müsse herangezogen werden, um die Grenzen zu schließen, „Flüchtlingszentren“ abzuriegeln, eine „[s]ofortige Schließung der Moscheen“ und eine „[s]ofortige Verhaftung der islamischen Gefährder“ durchzuführen. Wenn dabei „nicht mindestens MEHRERE HUNDERT dieser Typen in U-Haft“ gingen, müsse „man von Verrat ausgehen“, schrieb Elsässer: Nur Stunden später stellte sich heraus, dass der Attentäter selbst eine offenbar rechtsextreme Gesinnung hatte und alle Getöteten einen Migrationshintergrund hatten oder deutsche Sinti waren.
Nach den Vorfällen in der Silvesternacht 2015/16 in Köln schrieb Elsässer: „Im Millionenstrom der Zuwanderer kamen Zigtausende Gewalttäter nach Deutschland, die selbst im kleinsten Provinzkaff auf Beute lauern: Es geht um unsere Handys, unsere Brieftaschen, unsere Frauen, im Extremfall unser Leben.“

## Privatleben
Elsässer lebt im brandenburgischen Falkensee.

## Rezeption
Karl Pfeifer schrieb 2006, dass sich Elsässer zum Nationalbolschewisten entwickelt habe und öffentlich mit Querfront-Strategien kokettiere. Für die Gründung seiner „Volksinitiative gegen das Finanzkapital“ wurde Elsässer scharf kritisiert. Thomas Vitzthum analysierte in Die Welt eine Querfront-Strategie, um eine Zusammenarbeit von rechts- und linksradikalen Antikapitalisten unter Betonung des Nationalismus herzustellen. Die linke tageszeitung vermutete, der Wortlaut seiner Erklärung sei so formuliert, um „rechtsextreme Kreise explizit in sein Bündnis integrieren“ zu können. Die Redaktion des Neuen Deutschland warf ihm vor, er habe an „rechte Parolen angedockt“, die „höchst gefährlich“ seien, und beendete 2009 die Zusammenarbeit mit dem Autor. 2010/11 attestierte ihm Mathias Brodkorb (Endstation Rechts) eine Wandlung „vom Antideutschen zum Antiimperialisten“. Überdies wolle er nunmehr „den Nationalstaat gegen das Finanzkapital in Stellung bringen“.
Der Politikwissenschaftler Clemens Heni (2010) hält Elsässer für „seit einiger Zeit geistig abgedriftet“. Er schmiege sich „mittlerweile der Ideologie und Sprache des Nationalsozialismus sowie des heutigen Rechtsextremismus an“. Heni sieht in Elsässer – ähnlich wie in Henning Eichberg – einen „Freund des politischen Islam“ und einen Gegner des Universalismus. Andreas Peham vom Dokumentationsarchiv des österreichischen Widerstandes bezeichnete Elsässer als „linksnational“. Der Historiker Volker Weiß (2014) attestierte Elsässer, der sich „von schrill links nach schrill rechts“ entwickelt habe, einen „prorussischen Kurs“. Als „schrille[r], neurechte[r] Hasardeur“ wurde er von dem Soziologen Oliver Nachtwey (2015) bezeichnet. Elsässer habe eine „populistische Begabung“ und personifiziere gekonnt eine Querfront-Strategie. Der Historiker Olaf Glöckner (2015) stellt fest, Elsässer werde „inzwischen bescheinigt, zunehmend auch mit rechtspopulistischen Gruppierungen und mit der sächsischen PEGIDA-Bewegung zusammenzuarbeiten.“ Er pflege – wie auch in der Vergangenheit – bestimmte Feindbilder u. a. „internationales Finanzkapital“, „Kriegsbrandstifter“ und „Washington, London und Jerusalem“. Dabei nutze er Provokation und Demagogie. Man könne dies wohlwollend als „diffusen verschwörungstheoretischen Amoklauf“ interpretieren.
Auch der Rechtsextremismusforscher Helmut Kellershohn (2015) versteht Elsässer als einen „Querfrontler“ und „Nationalbolschewisten“. Alexander Häusler nennt ihn einen „rechten Querfront-Publizisten“. Der Rechtsextremismusexperte Andreas Speit u. a. (2015) hält Elsässer für einen „Neuzugang im neurechten Lager“. Laut Richard Stöss, Politikwissenschaftler, kommt Elsässer ursprünglich aus dem Linksextremismus. Mit seinem Monatsmagazin verfolge er eine „‚Querfront‘-Strategie“. Sein „intellektueller Beitrag für den zeitgenössischen Rechtskonservatismus [bewege] sich allerdings in bescheidenen Grenzen“. Es gehe eher um das Nähren von „Feindbildern, Verschwörungstheorien und Hassparolen“.
Der Politologe Jürgen P. Lang (2016) beschrieb Elsässer als ehemaligen „kommunistischen“ Lehrer, der heute in einem „informellen, antiamerikanischen und prorussischen Netzwerk“ Einfluss habe und eine „populistische Querfront“ anstrebe. Elsässer habe sich von einem „antideutschen Publizisten“ zu einem „(rechts-)populistischen Agitator“ entwickelt, mit gleitenden Übergängen vom „Antideutschen zum Antiimperialisten und dann zum Deutschnationalen“. Mit seiner Wortwahl kokettiere Elsässer in jüngster Zeit „auffallend häufig [...] bewusst haarscharf am Sprachgebrauch der Nationalsozialisten vorbei“. Lang attestierte ihm einen „Ritt am Rande des Abgrunds zum Rassismus“. Außerdem „beschritten [seine Publikationen] unaufhaltsam den Weg in den Sumpf der Verschwörungstheorien“.
Bei der Leipziger Buchmesse 2016 protestierten linke und libertäre Verlage täglich unter dem Motto „Souverän gegen Rechts!“ gegen Elsässers Compact-Stand, den die Messeleitung ihren Ständen gegenüber postiert hatte. 2018 nannte Melanie Amann im Spiegel Elsässer einen „deutsche[n] Stephen Bannon“. Für Fabian Fischer war Elsässer von Beginn an nationalistisch. Dies zeige vor allem seine frühe Wortschöpfung „Antideutsch“. Diese richte „sich vordergründig gegen das Nationale und konstruiert es ironischerweise zugleich“. Der Soziologe Felix Schilk (2020) bezeichnete Elsässer als „wichtigen Protagonisten eines »rechten Mosaiks«, das über strategische Themensetzungen, kontinuierliche Agitationsarbeit und die beharrliche Pflege effektiver Feindbilder ein heterogenes Milieu arbeitsteilig zusammenschweißt.“ Laut den Journalistinnen Katja Bauer und Maria Fiedler (2021) hat Elsässer aufgrund seiner Verbindungen zur AfD und enger Kontakte zu rechten Vereinen und Bürgerinitiativen in der Szene „eine Art Scharnierfunktion“. Der Rapper Danger Dan bezeichnete Jürgen Elsässer in seinem Lied Das ist alles von der Kunstfreiheit gedeckt (2021) als „Antisemiten“. Der Berliner Politikwissenschaftler Hajo Funke sagte 2022, „Rechtsextremisten wie Elsässer“ habe die mit wenig strategischem Geschick geführte Debatte über die COVID-19-Impfpflicht in die Hände gespielt.

## Schriften
Monografien und Aufsätze (Auswahl)
- Ich bin Deutscher. Wie ein Linker zum Patrioten wurde. btw-Buch, Berlin 2022, ISBN 978-3-948781-37-8[124][125]
- Gegen Finanzdiktatur. Die Volksinitiative: Grundsätze, Konzepte, Ziele. Kai Homilius, 2009, ISBN 978-3-89706-410-2.
- Nationalstaat und Globalisierung. Manuscriptum, Waltrop / Leipzig 2009, ISBN 978-3-937801-47-6.
- Terrorziel Europa. Das gefährliche Doppelspiel der Geheimdienste. Residenz, 2008, ISBN 3-7017-3100-4.
- Wie der Dschihad nach Europa kam. Gotteskrieger und Geheimdienste auf dem Balkan. (2005) Kai Homilius, Berlin 2008, ISBN 978-3-89706-840-7.
- Kriegslügen. Der NATO-Angriff auf Jugoslawien. (2004) Kai Homilius, Berlin 2008, ISBN 978-3-89706-511-6.
- Angriff der Heuschrecken. Pahl-Rugenstein, Köln 2007, ISBN 3-89144-376-5.
- Der deutsche Sonderweg. Diederichs, 2003, ISBN 3-7205-2440-X.
- Deutschland führt Krieg. Konkret, 2002, ISBN 3-930786-37-0.
- Make Love and War. Pahl-Rugenstein, Köln 2002, ISBN 3-89144-295-5.
- Deutsche Demokraten. Wie rechtsradikal sind CDU und CSU? Werkstatt-Verlag, 2001, ISBN 3-923478-94-1.
- Die Fratze der eigenen Geschichte. Von der Goldhagen-Debatte zum Jugoslawienkrieg. Elefantenpress, Berlin 1999, ISBN 3-88520-756-7.
- Nie wieder Krieg ohne uns. Konkret, 1999, ISBN 3-930786-23-0.
- Braunbuch DVU. Eine deutsche Arbeiterpartei und ihre Freunde (= Konkret Hamburg. Band 17). Herausgegeben von Hermann Gremliza, mit einem Vorwort von Jürgen Trittin. Konkret, 1998, ISBN 3-930786-18-4.
- mit Sahra Wagenknecht: Vorwärts und vergessen? Ein Streit um Marx, Lenin, Ulbricht und die verzweifelte Aktualität des Kommunismus. KVV Konkret, 1996, ISBN 3-930786-06-0.
- Wenn das der Führer hätte erleben dürfen: 29 Glückwünsche zum deutschen Sieg über die Alliierten. Konkret, 1995, ISBN 3-930786-02-8.
- Krisenherd Europa. Nationalismus – Regionalismus – Krieg. Werkstatt-Verlag, 1994, ISBN 3-923478-89-5.
- Antisemitismus, das alte Gesicht des neuen Deutschland. Dietz, Berlin 1992, ISBN 3-320-01795-0.

als (Mit-)Herausgeber
- Wladimir Putin. Reden an die Deutschen. Compact-Magazin GmbH, Werder 2014.
- Malte Olschewski: Arabischer Frühling: Twitter und Flitter, Sex und Secret Service zwischen Tripolis und Damaskus. Kai Homilius, Berlin 2011, ISBN 3-89706-429-4.
- Wilhelm Hankel, Karl Albrecht Schachtschneider: Der Euro vor dem Zusammenbruch: Wie retten wir unser Geld? Kai Homilius, Berlin 2011, ISBN 3-89706-427-8.
- Andrea Ricci: Gaza – Die Kriegsverbrechen Israels. Kai Homilius, 2. Auflage, Berlin 2010, ISBN 3-89706-413-8.
- Wolfgang Freisleben: FED – Die Zentralbank des Geldes: Das geheime Machtzentrum der Welt. Kai Homilius, Berlin 2010, ISBN 3-89706-420-0.
- Jan Gaspard: Freimaurer und Illuminaten: Was noch nie über Geheimgesellschaften geschrieben wurde. Kai Homilius, Berlin 2010, ISBN 3-89706-425-1.
- Rudolf Hänsel: Game Over!: Wie Killerspiele unsere Jugend zerstören. Kai Homilius, 2010, ISBN 3-89706-400-6.
- Iran. Fakten gegen westliche Propaganda. Kai Homilius, Berlin 2009, ISBN 978-3-89706-414-0.